# Nationalpark Vanoise
Der Nationalpark Vanoise (französisch Parc national de la Vanoise) ist ein Nationalpark in Frankreich im Hochgebirge der Alpen. Er ist nach dem gleichnamigen Gebirgsmassiv benannt, das zum Westen der Grajischen Alpen gehört, der zwischen den Viertausendern der Mont-Blanc-Gruppe und der Écrins (Dauphiné-Alpen) im französischen Teil der Westalpen liegt. Das Gebiet gehört zum Département Savoyen in der Region Rhône-Alpes (2016 zu Auvergne-Rhône-Alpes verschmolzen) an der Staatsgrenze mit Italien.
Das Schutzgebiet wurde 1963 als erster französischer Nationalpark gegründet zum Schutz der unberührten Hochgebirgswelt des Inneren des Vanoise-Massivs und der Erhaltung des vom Aussterben bedrohten Alpensteinbocks, von dem die letzten Exemplare im östlich anschließenden, italienischen Nationalpark Gran Paradiso überlebt hatten. Seit 2000 steht der Nationalpark Vanoise auf der Vorschlagsliste Frankreichs zum UNESCO-Welterbe.

## Geographie
Der Nationalpark Vanoise umfasst große Gebiete der oberen Maurienne und der Tarentaise im Süden des seit 1860 französischen Savoyen.
Die innere, streng geschützte Zone ist eine von über 40 Dreitausendern (107 einzelne Gipfel) geprägte Hochgebirgsregion mit einer Ausdehnung von 528 Quadratkilometern, von der circa noch 50 Quadratkilometer vergletschert sind.
Um diese innere Zone herum erstreckt sich über 1436 Quadratkilometer die äußere Zone (wie alle französischen Nationalparks ist auch der Nationalpark Vanoise ein sogenannter „Zwei-Zonen-Park“), in der sich alle 28 Gemeinden und die Besucherzentren des Nationalparks befinden.
Das Nationalparkgebiet liegt auf Höhen zwischen 685 m und 3855 m (La Grande Casse). Im Osten besteht auf einer Länge von etwa 14 Kilometern eine gemeinsame Grenze zum italienischen Nationalpark Gran Paradiso, mit dem seit 1972 ein Kooperationsabkommen besteht.

### Gipfel
Die zehn höchsten Berge sind:
- Pointe de la Grande Casse (3855 m)
- Mont Pourri (3779 m)
- Dent Parrachée (3697 m)
- Grande Motte (3653 m)
- Dôme de l’Arpont (3601 m)
- Dôme de Chasseforêt (3586 m)
- Grand Roc Noir (3582 m)
- Pointe du Génépy (3551 m)
- Pointe de Labby (3521 m)
- Bellecôte (3417 m)

## Natur- und Umweltschutz
Im Jahr 1976 wurde dem Nationalpark Vanoise vom Europarat das Europäische Diplom für geschützte Gebiete verliehen.

## Tierarten
- Alpensteinbock (ca. 2500 Tiere)
- Gämse (ca. 5500 Tiere)
- Europäischer Mufflon
- Murmeltier
- Bartgeier
- Steinadler
- Wolf
- Hermelin

## Tourismus
Während die touristische Nutzung der äußeren Zone des Nationalparks stark vom alpinen Wintersport geprägt ist (Val-d’Isère, Tignes und Trois Vallées), setzen die strengen Reglementierungen der inneren Schutzzone auf Natur- und Umweltschutz, nachhaltige Entwicklung und ökologisch verträglichen Tourismus.

### Wanderwege
Im Nationalpark gibt es circa 500 Kilometer markierte Wanderwege, die eine Vielzahl unterschiedlicher Berg- und Wandertouren ermöglichen.
- Der bekannteste Rundwanderweg ist die Tour des Glaciers.
- Daneben führen die Fernwanderwege Via Alpina (Etappen R122/123), GR 5 und GR 55 durch den Nationalpark.

### Berghütten
Es existiert ein dichtes Netz von Schutzhütten, die entweder dem PNV selbst, dem Club Alpin Français oder privaten Betreibern gehören. Von wenigen, tiefergelegenen Ausnahmen abgesehen erstreckt sich deren Bewirtschaftungszeitraum von Mitte Juni bis Mitte September.
Vom Nationalpark Vanoise betriebene Hütten
- Refuge de l’Arpont
- Refuge de la Femma
- Refuge de La Martin
- Refuge de La Valette
- Refuge de Turia
- Refuge du Col du Palet
- Refuge du Cuchet
- Refuge du Fond des Fours
- Refuge du Prariond